# Flora Guerra Vial
Flora Guerra Vial (Santiago de Chile, 29 de abril de 1920-Ibid., 23 de octubre de 1993) fue una pianista y profesora universitaria chilena.

## Biografía
Flora Guerra nació en un hogar de músicos. Sus padres, Julio Guerra García y Flora Vial Jones, eran ambos profesores en el Conservatorio Nacional de Música de Chile. Continuó su formación bajo la tutela de Rosita Renard, de quien fue una de sus estudiantes más aventajadas. Comenzó a actuar en 1937, interpretando El clave bien temperado de Bach y las sonatas de Beethoven. Dicha interpretación recibió elogios por parte de Claudio Arrau.
En 1948 grabó para varias radios y televisiones de los Estados Unidos, convirtiéndose así en la primera intérprete latinoamericana en figurar en cadenas de dicho país. Posteriormente interpretaría también en Reino Unido, Polonia, la Unión Soviética o Francia, entre otros.
Entre 1954 y 1976 ejerció como profesora de la cátedra de piano de la universidad de Chile. Realizó además diversas investigaciones en torno a este tema. Desde 1955 y hasta 1990 ocupó diversos puestos del Concurso Internacional de Piano Frédéric Chopin.
En 1985 fue miembro fundador de la Corporación Arrau y en 1991 fundó y fue la primera presidenta de la Sociedad Federico Chopin, para el fomento de la carrera de los jóvenes pianistas chilenos. En julio de 1993 y ya estando gravemente enferma, fue nombrada profesora emérita de la universidad de Chile.
Se casó dos veces. Primero, con Pedro León Ugalde Levancini, con quien tuvo dos hijos. Posteriormente se casaría con Álvaro Giesen Larrahona, con quien tuvo un hijo.
Flora Guerra Vial falleció en Santiago de Chile el 23 de octubre de 1993.

## Estilo
Los críticos musicales destacaron en el estilo de Guerra Vial su sensibilidad, su reflexión en la interpretación y «la ejecución de obras de gran dificultad técnica con sorprendente brillo y seguridad».
Aparte de interpretar el repertorio tradicional de piano, Guerra Vial se preocupó también por la difusión de la música contemporánea, así como de música chilena. Interpretó, en este sentido, obras de Karol Szymanowski, Alfonso Letelier, Benjamin Britten, Domingo Santa Cruz y Juan Orrego Salas, entre otros.
Tuvo una gran influencia en el diseño de los programas de enseñanza de artes y música de la Facultad de Artes de la universidad de Chile.

## Reconocimientos
- En 1963 la Asociación de Compositores de Chile le otorgó su Diploma de honor por sus contribuciones a la música contemporánea y la difusión, en sus interpretaciones, de numerosos autores chilenos y latinoamericanos.[2]
- En 1971 el Ministerio de cultura de Polonia la condecoró con la Orden al Mérito por su contribución al acercamiento cultural entre Chile y Polonia.[2][1]
- Recibió en 1987 el Premio del Círculo de Críticos de Chile a la mejor intérprete de música clásica.[2]
- En 1993 la universidad de Chile la nombró profesora emérita.[2][3]